# Typhula culmigena
Typhula culmigena är en svampart som först beskrevs av Mont. & Fr., och fick sitt nu gällande namn av Berthier 1976. Typhula culmigena ingår i släktet Typhula och familjen trådklubbor.  Arten är reproducerande i Sverige. Inga underarter finns listade i Catalogue of Life.